# Jirka vysvětluje věci
Jirka vysvětluje věci je informativní pořad publikovaný na internetovém serveru YouTube, dříve vydáván také na internetové televizi Mall.tv. Jiří Burýšek jakožto zakladatel a účinkující v tomto pořadu často vysvětluje problematiky moderního světa nebo momentálního dění.
V prvním pořadu vydaném 12. října 2020 na YouTube s názvem Chystáte se podnikat? Pozor na šmejdy upozornil veřejnost na nevyžádané zapisování do živnostenských rejstříků po zřízení živnostenského oprávnění.

## Seznam epizod
| Díl | Datum vydání | Název                                                                    | Délka  |
| --- | ------------ | ------------------------------------------------------------------------ | ------ |
| 1.  | 12.10.2020   | Chystáte se podnikat? Pozor na šmejdy                                    | 6:32   |
| 2.  | 19.10.2020   | Přistihli jsme podvodníky během nouzového stavu                          | 8:03   |
| 3.  | 25.4.2021    | Jak fungují podvodné televizní hry                                       | 13:35  |
| 4.  | 2.6.2021     | Proč jsou všechny mapy Číny špatně                                       | 8:46   |
| 5.  | 20.6.2021    | Co udělá s mozkem vydýchaná místnost                                     | 8:16   |
| 6.  | 1.7.2021     | Proč na člověku drží kovové předměty                                     | 4:35   |
| 7.  | 18.7.2021    | Internet je plný fotek neexistujících lidí                               | 8:37   |
| 8.  | 25.7.2021    | Proč jsou sprinteři čím dál rychlejší                                    | 7:17   |
| 9.  | 15.8.2021    | Jak může klimatická změna způsobit ochlazení                             | 6:40   |
| 10. | 22.8.2021    | Proč hasiči zakládají požáry                                             | 4:20   |
| 11. | 29.8.2021    | Proč je v Praze tolik bankomatů ATM                                      | 4:59   |
| 12. | 5.9.2021     | Proč je nemožné udržet konspirace v tajnosti                             | 8:09   |
| 13. | 12.9.2021    | Proč na světě ubývá ptáků                                                | 8:36   |
| 14. | 19.9.2021    | Vliv videoher na mozek                                                   | 12:03  |
| 15. | 4.10.2021    | Proč byste NIKDY neměli ohřívat jídlo v plastu                           | 9:28   |
| 16. | 19.10.2021   | Jak se vyučuje 2. světová válka v Německu                                | 9:55   |
| 17. | 24.10.2021   | Jak a proč se zbavuje prezident pravomocí                                | 4:03   |
| 18. | 1.11.2021    | Co se píše v uniklých dokumentech Facebooku                              | 9:07   |
| 19. | 15.11.2021   | Jak funguje nejčastější podvod s energiemi                               | 11:28  |
| 20. | 18.11.2021   | Pracoval pro firmu, která podvádí seniory                                | 8:17   |
| 21. | 28.11.2021   | Zajímavosti, o kterých jste nevěděli, že je máte k dispozici             | 8:12   |
| 22. | 5.12.2021    | Historické fotografie, které jsou ve skutečnosti upravené                | 11:35  |
| 23. | 14.12.2021   | Těžba síry uvnitř sopky                                                  | 4:49   |
| 24. | 20.12.2021   | Proč byste měli méně sedět                                               | 8:26   |
| 25. | 29.12.2021   | Vliv ohňostrojů na zvířata                                               | 10:07  |
| 26. | 16.1.2022    | Jak se v USA učí o Indiánech                                             | 13:13  |
| 27. | 6.2.2022     | Jak fungují CÍLENÉ reklamy na internetu                                  | 12:38  |
| 28. | 10.2.2022    | Nejpřekvapivější výhra na Olympijských hrách \| #shorts                  | shorts |
| 29. | 13.2.2022    | Jak nás ovlivňuje příliš mnoho světla                                    | 10:56  |
| 30. | 28.2.2022    | Jak poznat, že žijete v diktatuře                                        | 23:34  |
| 31. | 6.3.2022     | Jak Rusko informuje o válce na Ukrajině                                  | 14:13  |
| 32. | 14.3.2022    | Kdo jsou Putinovi nejbližší                                              | 15:40  |
| 33. | 27.3.2022    | Největší jaderné zbraně historie                                         | 14:40  |
| 34. | 4.3.2022     | Jak funguje strategie jaderných zbraní                                   | 12:49  |
| 35. | 10.4.2022    | Jak přežít výbuch jaderné bomby                                          | 15:02  |
| 36. | 24.4.2022    | Fermiho paradox: Jsme ve vesmíru sami?                                   | 10:59  |
| 37. | 1.5.2022     | Jak fungují falešné seznamky (feat. Mikýř) @Mikyrovauzasnapoutinternetem | 14:05  |
| 38. | 8.5.2022     | Jak jsem odhalil falešné profily na seznamce #shorts                     | shorts |
| 39. | 15.5.2022    | Jak zjistit, že je fotka falešná                                         | 12:01  |
| 40. | 23.5.2022    | Zvyšuje hraní her inteligenci?                                           | 5:18   |
| 41. | 2.6.2022     | Dokážete zabránit autonehodě?                                            | 7:24   |
| 42. | 12.6.2022    | Podvodník nás chtěl okrást, pak naverbovat                               | 8:09   |
| 43. | 26.6.2022    | Nejčastější podvody na internetu a jak se jim vyhnout                    | 14:20  |
| 44. | 13.7.2022    | Jak ochladit města?                                                      | 16:14  |
| 45. | 24.7.2022    | Nelegální exotičtí mazlíčci na Instagramu                                | 12:57  |
| 46. | 7.8.2022     | Jak se v Rusku učí o srpnu 1968                                          | 15:39  |
| 47. | 21.8.2022    | Co kdybychom vletěli do černé díry                                       | 15:53  |
| 48. | 28.8.2022    | Časoprostor v černé díře #shorts                                         | shorts |
| 49. | 11.9.2022    | Nechal jsem se podvést, abych zjistil, jak to funguje                    | 17:52  |
| 50. | 25.9.2022    | Podvodníci, kteří se vydávají za Policii                                 | 18:32  |
| 51. | 16.10.2022   | Proč dobrovolně volíme diktátory                                         | 20:38  |
| 52. | 4.11.2022    | Balistická střela \| Co to vlastně je?                                   | shorts |
| 53. | 6.11.2022    | Krvavá historie tabáku                                                   | 22:39  |
| 54. | 13.11.2022   | Je nebezpečné zadržovat kýchnutí?                                        | shorts |
| 55. | 30.11.2022   | Jak funguje tetování                                                     | 12:41  |
| 56. | 11.12.2022   | Jazykové pobyty, které se proměnily ve zlý sen                           | 16:47  |
| 57. | 20.12.2022   | Jak nám škodí příliš mnoho informací (a co s tím dělat)                  | 12:39  |
| 58. | 30.12.2022   | Dobré zprávy za rok 2022                                                 | shorts |
| 59. | 9.1.2023     | Je díky vesmíru levnější chleba?                                         | 11:21  |
| 60. | 4.2.2023     | Co se děje s tělem, když přestanete pít alkohol                          | 13:04  |

| Díl | Datum vydání | Název | Délka |
| --- | ------------ | --- | ----- |
| 1.  | 22.10.2021   | Co udělá s mozkem vydýchaná místnost                                                                                    | 8:16  |
| 2.  | 22.10.2021   | Jak se zbavuje prezident pravomocí a co vlastně znamená aktivace článku 66                                              | 4:02  |
| 3.  | 30.10.2021   | Facebook Papers - interní dokumenty odkrývají šokující skutečnost                                                       | 9:08  |
| 4.  | 16.11.2021   | Nejčastější podvod energošmejdů. Jak z lidí dostávají plnou moc                                                         | 11:11 |
| 5.  | 18.11.2021   | Pracoval pro energošmejdy, teď mluví o jejich odporných podvodných taktikách. Ke smlouvě „překecali“ i hluchého seniora | 12:12 |
| 6.  | 6.12.2021    | Nejtěžší práce na světě: 16 korun na hodinu, 90 kilo na zádech                                                          | 4:49  |
| 7.  | 10.12.2021   | Proč na světě ubývá ptáků                                                                                               | 8:35  |
| 8.  | 10.12.2021   | Proč byste NIKDY neměli ohřívat plasty?                                                                                 | 9:27  |
| 9.  | 17.12.2021   | Jak globální oteplování způsobí ochlazení v Evropě                                                                      | 6:40  |
| 10. | 19.12.2021   | Jaký vliv má dlouhodobé sezení na vaše zdraví                                                                           | 8:04  |
| 11. | 25.12.2021   | Nepřesné mapy Číny. Co nechce čínská vláda, aby svět viděl?                                                             | 8:46  |
| 12. | 29.12.2021   | Tragický vliv ohňostrojů na zvířata (nejen) ve volné přírodě                                                            | 10:25 |
| 13. | 31.12.2021   | Proč je nemožné udržet konspirace v tajnosti                                                                            | 8:08  |
| 14. | 7.1.2022     | Proč hasiči zakládají lesní požáry                                                                                      | 4:20  |
| 15. | 14.1.2022    | Jak se vyučuje 2. světová válka v Německu                                                                               | 9:53  |
| 16. | 14.1.2022    | Jak se učí v amerických školách o indiánech                                                                             | 13:12 |
| 17. | 21.1.2022    | Proč je v Praze tolik bankomatů společnosti Euronet (ATM) a jak se obchází rozhodnutí památkářů                         | 4:58  |
| 18. | 4.2.2022     | Jak fungují cookies a proč některé reklamy vidíte všude                                                                 | 12:37 |
| 19. | 12.2.2022    | Jak nás ovlivňuje příliš mnoho světla                                                                                   | 10:55 |
| 20. | 21.2.2022    | Jak poznat, že žijete v diktatuře: INSTITUCE POD KONTROLOU VLÁDNOUCÍHO REŽIMU                                           | 7:25  |
| 21. | 26.2.2022    | Jak poznat, že žijete v diktatuře: REPRESE a NÁSILÍ                                                                     | 9:00  |
| 22. | 26.2.2022    | Jak poznat, že žijete v diktatuře: PROPAGANDA a KULT OSOBNOSTI                                                          | 8:55  |
| 23. | 6.3.2022     | Jak Rusko informuje o válce na Ukrajině                                                                                 | 14:12 |
| 24. | 13.3.2022    | Všichni Putinovi muži                                                                                                   | 15:42 |
| 25. | 25.3.2022    | Jaké jsou nejsilnější atomové bomby                                                                                     | 14:34 |
| 26. | 1.4.2022     | Proč se svět už nikdy nezbaví jaderných zbraní                                                                          | 13:12 |
| 27. | 9.4.2022     | Jak přežít výbuch jaderné bomby                                                                                         | 14:55 |
| 28. | 22.4.2022    | Pravděpodobnost existence mimozemských civilizací je velká! Proč stále nemáme důkazy?                                   | 10:55 |
| 29. | 1.5.2022     | Seznamky, kde jsou všechny ženy fake                                                                                    | 14:04 |
| 30. | 14.5.2022    | Jak ověřovat fotky na internetu                                                                                         | 11:40 |
| 31. | 22.5.2022    | Jaký vliv mají videohry na inteligenci dětí?                                                                            | 5:23  |
| 32. | 1.6.2022     | Autonehody, kterým nejde NIJAK zabránit. Překročíte-li určitou rychlost, nemáte už život ve svých rukou                 | 7:23  |
| 33. | 11.6.2022    | Podvodník na internetu: Nejdřív nás chtěl okrást, pak naverbovat                                                        | 8:08  |
| 34. | 25.6.2022    | Nejčastější podvody na internetu a jak se jim vyhnout                                                                   | 14:19 |
| 35. | 10.7.2022    | Jak ochladit města? Chodníky a povrchy městských ulic dosahují v létě neskutečně vysokých teplot                        | 15:58 |
| 36. | 22.7.2022    | Temné pozadí fotek exotických zvířat na sociálních sítích                                                               | 13:25 |
| 37. | 6.8.2022     | Jak v Rusku vnímají okupaci Československa                                                                              | 15:43 |
| 38. | 21.8.2022    | Co se skrývá uvnitř černé díry                                                                                          | 16:52 |
| 39. | 13.9.2022    | Nechal se podvést, aby zjistil, jak celý podvod funguje                                                                 | 17:51 |
| 40. | 25.9.2022    | Když volá falešný bankéř: Telefonát, který může stát statisíce                                                          | 18:31 |